# Quxu
Quxu (en tibetano, ཆུ་ཤུར་རྫོང་།; wylie, chu shur rdzong; literalmente, ‘zanja’; en chino, 曲水县; pinyin, Qūshuǐ  xiàn) es un condado bajo la administración directa de la Prefectura Lhasa en la Región autónoma del Tíbet, República Popular China. Su área es 1626 km² y su población total para 2010 superó los 30 mil habitantes.

## Administración
El condado se Quxu de divide en 6 pueblos que se administran en 2 poblados y 4 villas.